# Амандина
Амандина је румунски чоколадни бисквит пуњен кремом од бадема. Име потиче од француске речи за бадем. Године 1898. је Едмонда Ростанда пробао тартлете са амандином, колаче од слатког теста направљене од бадема (у праху или у листићима) који се могу украсити са слојем рибизле у сирупу или кандираним вишњама. Може се користити желе од кајсије или рум. Мармелада или џем од кајсије нису прикладни јер садрже комадиће воћа. Чоколаде нема на тартовима од бадема, као ни у овим колачима француског порекла.

## Састојци
Преузето из књиге Romanian Cookbook:
Патишпањ:
- 7 јаја
- 190 грама шећера
- 300 грама брашна
- прашак за пециво

Крем:
- 250 грама шећера
- 350 грама путера
- 50 грама какаа
- рум и екстракт од ваниле

Декорација:
- 100 грама чоколаде за кување